# Décima (Verslehre)
Als Décima bezeichnet man in der Verslehre eine zehnzeilige Strophenform der spanischsprachigen Literatur.

## Ursprünge und Geschichte
Als Vorläufer und Baustein der Décima kann der achtsilbige Vierzeiler gelten, wie er sich schon in Romanzenstrophe (Reimschema [abab]) oder in Redondilla (Reimschema [abba]) findet. Demnach bestünde die décima aus zwei Vierzeilern, die um zwei zusätzliche Verse erweitert wurden.
Die décima erscheint in der spanischen Dichtung in zahlreichen Formen und Varianten, allein im zwischen 1475 und 1479 datierten Cancionero del siglo XV. finden sich etwa 60 unterschiedliche Formen des Zehnzeilers, von denen viele allerdings nur in wenigen Beispielen vertreten sind. Kennzeichnend für alle Formen der Décima ist eine Gliederung in zwei Halbstrophen. Rudolf Baehr unterscheidet nach der Form dieser Gliederung drei Gruppen:
- décima antigua: unsymmetrischer Bau (4+6 oder 6+4 Verse)
- copla real: symmetrischer Bau mit zwei Teilen (5+5 Verse)
- décima espinela: Verbindung von decima antigua (4+6 Verse) und copla real mit festem Reimschema

Bis zum Neoklassizismus verwendete die ältere die Décima den Achtsilbler. In den folgenden Beispielen zeigt der Doppelpunkt die Pause an, die eingefügten Verse stehen in Klammern.

### Décima antigua
Bei der décima antigua findet sich eine Vielfalt von Reimschemata, die am besten dadurch erklärt werden, dass ein Reimpaar an praktisch beliebiger Stelle eingefügt werden kann. Ältere Formen sind zweireimig (z. B. [abab:baab(bb)]) oder dreireimig ([abba:acc(cc)a]), diese verschwinden nach 1450 aber fast vollständig und es erscheinen vier- (z. B. [abba:cddc(dd)], [abba:cddc(dc)]) und vor allem fünfreimige Formen (z. B. mit Pause nach dem sechsten Vers die Form [ab(c)ab(c):deed]).

### Copla real
Bei der copla real („königliche Strophe“), manchmal auch décima falsa („falsche Dezime“) oder estancia real („königliche Strophe/Stanze“) genannt, ist das wesentliche Merkmal die Gliederung in zwei fünfzeilige Halbstrophen. Das Reimschema ist nahezu beliebig und es ist nicht erforderlich, dass beide Halbstrophen gleichartige Reimschemata aufweisen. Bis 1450 sind dreireimige Formen verbreitet, danach fast ausschließlich vierreimige  Formen mit zwei Reimen pro Halbstrophe, wodurch die Gliederung stark betont und die copla real als die Verbindung zweier Fünfzeiler erscheint, daher auch die gelegentlich verwendete Bezeichnung quintilla doble („doppelte Quintilla“). Erst im ausgehenden 16. Jahrhundert beginnen bestimmte Reimschemata zu dominieren, nämlich bei den gleichartigen Reimfolgen [abaab:cdccd] und [abbab:cddcd] und bei den ungleichartigen [ababa:ccddc] und [abbab:ccddc].

### Décima espinela
Von den drei Formen der spanischen décima ist die von Lope de Vega nach Vicente Espinel benannte décima espinela oder einfach espinela die erfolgreichste und einzige bis heute verbreitete Form.
Ihr Reimschema lautet [abba:accddc], wobei nach dem vierten Vers eine Pause obligatorisch ist, die zugleich die Grenze einer Sinneinheit markiert, die espinela ähnelt in semantisch-syntaktischer Hinsicht also der 4+6-Form der décima antigua. Vom Reimschema her kann sie aber auch als Form der copla real gesehen werden ([abba(ac)cddc]), wobei die in der Mitte eingeschobenen Verse quasi die Funktion einer Brücke haben, durch welche die beiden Vierzeiler miteinander verbunden werden.
Als Beispiel eine Espinela von Pedro Calderón de la Barca (aus La vida es sueño):
Cuentan de un sabio que un día

tan pobre y mísero estaba,

que sólo se sustentaba

de unas hierbas que cogía.

¿Habrá otro, entre sí decía,

más pobre y triste que yo?;

y cuando el rostro volvió

halló la respuesta, viendo

que otro sabio iba cogiendo

las hierbas que él arrojó.
Verschiedene Modifikationen der espinela bei Versmaß und Reimschema seit dem Neoklassizismus des 18. Jahrhunderts könnten unter der Bezeichnung decima moderna zusammengefasst werden, sie blieben aber ohne nachhaltige Wirkung.
Durch die strenge, fest vorgegebene Form ist die klassische espinela dem Sonett vergleichbar.

## Das Fortleben derdécimain Spanien und Lateinamerika
Im Gegensatz zu den anderen Formen der décima lebt die espinela bis heute in Spanien und besonders in Lateinamerika fort.
Viele moderne Dichter Lateinamerikas haben ihre ersten Übungen mit Espinelas gemacht, die mitunter auch extemporiert werden. Dichter der spanischen Generación del 27 (Generation von 1927) wie Jorge Guillén oder Gerardo Diego hatten eine besondere Vorliebe für sie.
Ein moderneres Beispiel stammt von der chilenischen Sängerin Violeta Parra (Volver a los diecisiete, 1966):
Volver a los diecisiete

después de vivir un siglo

es como descifrar signos

sin ser sabio competente.

Volver a ser de repente

tan frágil como un segundo.

Volver a sentir profundo

como un niño frente a Dios.

Eso es lo que siento yo

en este instante fecundo

### Gesamtdarstellungen
- Dorothy Clotelle Clarke: Décima. In: Roland Greene, Stephen Cushman et al. (Hrsg.): The Princeton Encyclopedia of Poetry and Poetics. 4. Auflage. Princeton University Press, Princeton 2012, ISBN 978-0-691-13334-8, S. 340 (eingeschränkte Vorschau in der Google-Buchsuche).
- Otto Knörrich: Lexikon lyrischer Formen (= Kröners Taschenausgabe. Band 479). 2., überarbeitete Auflage. Kröner, Stuttgart 2005, ISBN 3-520-47902-8, S. 41 f.
- Rudolf Baehr: Spanische Verslehre auf historischer Grundlage. Niemeyer, Tübingen 1962, S. 212–221.

### Zeitschriftenartikel
- Dorothy Clotelle Clarke: Sobre la espinela. In: Revista de Filología Española Bd. 23 (1936).
- Dorothy Clotelle Clarke: The copla real. In: Hispanic Review Bd. 10, Nr. 2 (1942), S. 163–165.
- J. M. de Cossío: La décima antes de Espinel. In: Revista de Filología Española Bd. 28 (1944).
- Juan Millé y Giménez: Sobre la fecha de la invención de la décima o espinela. In: Hispanic Review Bd. 5, Nr. 1, S. 40–51.
- José María Micó: En los orígenes de la espinela. Vida y muerte de una estrofa olvidada: La novena. In: Romanistisches Jahrbuch Bd. 56. De Gruyter, 2005, S. 393–410.